# إريك ألبرشت
إريك ألبرشت (31 مارس 1889 بلايبزيغ في ألمانيا - 22 أبريل 1942) هو لاعب كرة قدم ألماني في مركز الهجوم. شارك مع منتخب ألمانيا لكرة القدم. أما مع النوادي، فقد لعب مع Wacker Leipzig ‏.

## وصلات خارجية
- إريك ألبرشت على موقع قاعدة بيانات كرة القدم.إي يو (الإنجليزية)
- إريك ألبرشت على موقع بيانات كرة القدم. دي إي (الألمانية)
- إريك ألبرشت على موقع ناشيونال فوتبول تيمز (الإنجليزية)
- إريك ألبرشت على موقع عالم كرة القدم.نت (الإنجليزية)